# Jakub Hrůša
Jakub Hrůša (Brno, 23 de julio de 1981) es un director de orquesta moravo. 

## Trayectoria
Es hijo del arquitecto Petr Hrůša, estudió piano y trombón, y desarrolló interés por la dirección durante sus años de instituto en Brno. Más tarde estudió dirección en la Academia de Artes Escénicas de Praga, donde sus maestros incluyeron al gran Jiří Bělohlávek, Radomil Eliška y Leoš Svárovský. En 2000 participó en el concurso de dirección del Festival Internacional de Música Primavera de Praga. En 2003, fue galardonado en el Concurso Internacional de Jóvenes Directores Lovro von Matačić en Zagreb, Croacia. En su concierto de graduación de 2004 en el Rudolfinum, dirigió la Sinfonía Asrael de Josef Suk con la Sinfónica de la Radio de Praga. También ha investigado para una tesis doctoral el trabajo de los compositores checos contemporáneos. Hrůša tuvo a Bělohlávek como mentor.
De 2002 a 2005, Hrůša fue director asociado de la Orquesta Filarmónica Checa. En 2005-2006, fue director asociado de la Orchestre philharmonique de Radio France. En abril de 2006, firmó un contrato de grabación de 6 CD con Supraphon, en que los tres primeros CD fueron con la Filarmónica de Praga.
De 2005 a 2008, Hrůša fue director invitado principal de la Filarmónica de Praga. Fue el principal director de la orquesta de 2008 a 2015. De 2005 a 2006, fue el director principal de la Filarmónica Bohuslav Martinů en Zlín. Se convirtió en el director invitado principal de la Orquesta Filarmónica Checa a partir de la temporada 2015-2016.
En febrero de 2009, Hrůša fue nombrado director musical de Glyndebourne on Tour, a partir de enero de 2010. En septiembre de 2011, fue nombrado el próximo director musical de la Royal Danish Opera y de la Royal Danish Orchestra, a partir de septiembre de 2013. Sin embargo, en enero de 2012, después de la renuncia de Keith Warner de la dirección artística de la Royal Danish Opera tras los recortes presupuestarios propuestos, Hrůša anunció que no asumiría la dirección musical de la Royal Danish Opera, en solidaridad con la acción de Warner. En septiembre de 2015, después de 5 apariciones como director invitado, Hrůša fue nombrado el próximo director titular de la Sinfónica de Bamberg, a partir de la temporada 2016-2017. En marzo de 2017, la Orquesta Philharmonia anunció el nombramiento de Hrůša como uno de sus dos nuevos directores invitados principales, con vigencia en la temporada 2017-2018.
Hrůša y su esposa Klára Hrůšová tienen dos hijos.

## Discografía seleccionada
- Dvořák - Czech Suite, Valčíky, Polonéza.  Prague Philharmonia.  Supraphon SU 3867-2 (2006).
- Dvořák - Suite in A, op 98b; Josef Suk - Serenade for Strings, Fantastic Scherzo.  Prague Philharmonia.  Supraphon SU 3882-2 (2006).
- Dvořák - Serenade for Strings, Serenade for Winds, Meditations on the St Wenceslas Chorale.  Prague Philharmonia.  Supraphon SU 3932-2 (2008).
- Leoš Janáček - Lachian Dances, The Cunning Little Vixen Suite (František Jílek version), Taras Bulba.  Brno Philharmonic.  Supraphon SU 3923-2 (2009).
- Bohuslav Martinů, Josef Bohuslav Foerster, Vítězslav Novák - Cello Concertos.  Jiří Bárta, Prague Philharmonia.  Supraphon SU 3989-2 (2009).
- Bedřich Smetana - Ma Vlast.  Prague Philharmonia.  Supraphon SU 4032-2 (2010).
- Dvořák & Lalo - Cello Concertos. Johannes Moser, Prague Philharmonia. PENTATONE PTC 5186488 (2015)
- Dvořák - Slavonic Rhapsodies & Symphonic Variations.  Prague Philharmonia. PENTATONE PTC 5186554 (2016)
- Dvořák - Overtures. Prague Philharmonia. PENTATONE PTC 5186532. (2016)